# Lac Letas
Le lac Letas, en anglais Lake Letas, anciennement Steaming Hill Lake, est le plus grand lac du Vanuatu avec 19 km2 de superficie. Il se trouve sur l'île de Gaua, dans la caldeira de cette île volcanique, au pied du mont Gharat qui lui donne sa forme en croissant. D'une profondeur de 119 mètres, il se trouve à 418 mètres d'altitude.

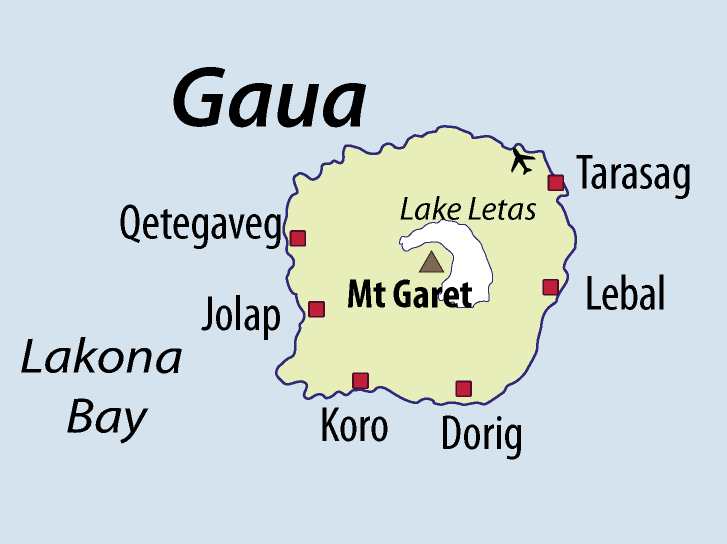
Carte de Gaua avec le lac Letas en son centre.